# Prawo karne nieletnich (Irlandia)
W Republice Irlandii odpowiedzialność karną nieletnich reguluje Children Act 2001 (uzupełniony w Criminal Justice Act 2006 oraz Children Amendment Act 2015).  

## Wiek odpowiedzialności karnej
Children Act 2001 definiuje dziecko jako osobę poniżej 18 roku życia. Jednocześnie stosowane określenia i podziały (np. osoby młode, małoletni, nieletni, niepełnoletni) wyszły z użycia. W październiku 2006 roku w wyniku nowelizacji Children Act 2001 wiek odpowiedzialności karnej nieletnich podniesiono z 7 na 12 lat. Jednakże w przypadku najcięższych przestępstw: 
- zabójstwa
- zgwałcenia
- czynnej napaści seksualnej

odpowiadać mogą osoby, które ukończyły 10. rok życia.  
Ponadto niemożliwe jest podjęcie, bez uprzedniej zgody prokuratora generalnego (Director of Public Prosecutions), postępowania przeciwko osobom oskarżonym o popełnienie czynu zabronionego, które nie ukończyły 14 roku życia.  
Sprawami osób winnych popełnienia czynu zabronionego, które nie ukończyły 12 roku życia, zajmuje się Child and Family Agency (Tusla) powołana w styczniu 2014 roku na mocy Child and Family Agency Act 2013. 
Osoby do 16 roku życia odpowiadają przed sądami dla nieletnich, natomiast oskarżeni po ukończeniu 17 roku życia odpowiadają jak dorośli.  

## Środki wychowawcze stosowane wobec nieletnich
W irlandzkim systemie prawnym regulowanym przez Children Act 2001 istnieje szereg środków i metod wychowawczych:
- skierowanie sprawy pod nadzór właściwej dla miejsca zamieszkania placówki health board[1]
- ustanowienie nadzoru rodziców lub opiekuna (family conference[1][3]), we współpracy z profesjonalnym kuratorem
- ustanowienie i wprowadzenie w życie planu naprawczego (action plan[1])
- umieszczenie w szkole dla dzieci pozbawionych wolności (children detention campus[1]).

Ponadto sąd może zobowiązać osobę uznaną za winną do: 
- wywiązywania się z nałożonych na nią obowiązków
- zapłaty grzywny (fine) i lub kosztów sądowych, przy czym grzywna taka nie może przekraczać połowy kwoty grzywny nakładanej na osobą dorosłą, która popełniła taki sam czyn zabroniony
- zadośćuczynienia wyrządzonej szkody
- poddania się nadzorowi rodziców lub opiekunów
- zapłaty odszkodowania przez rodziców lub opiekunów.

## Szkoły dla dzieci pozbawionych wolności (children detention schools)
Szkoły dla dzieci pozbawionych wolności, co do zasady, przeznaczone były dla osób między 10 a 16 rokiem życia, jednakże po 31 marca 2017 roku mogą być do nich kierowane również osoby, które ukończyły 17 rok życia. Czas przebywania w placówce nie może być krótszy niż 3 miesiące ani dłuższy niż 3 lata. W Republice Irlandii istnieją obecnie trzy ośrodki szkolne dla dzieci pozbawionych wolności, znajdujące się pod nadzorem Irish Youth Justice Service będącego częścią Department of Children and Youth Affairs:
- Oberstown Boys School
- Oberstown Girls School
- Trinity House School.

Podstawowym celem szkół jest zapewnienie skierowanym do nich dzieciom opieki, edukacji oraz przeprowadzenie działań naprawczych mających przywrócić je społeczeństwu. Każda ze szkół kierowana jest przez dyrektora podlegającego zarządowi (board of management). Wszystkie leżą w Oberstown. 
Oberstown Boys School oraz Trinity House School są przeznaczone dla chłopców poniżej 17 roku życia, Obestow Girls School dla dziewcząt poniżej 18 roku życia. 

### Historia
Od momentu powołania szkoły poprawcze dla dzieci działające na mocy przepisów zawartych w Children Act 1908 były wielokrotnie reformowane, a ich liczba była stopniowo ograniczana. W latach dziewięćdziesiątych XX wieku funkcjonowało pięć takich zakładów. Obok trzech istniejących obecnie szkół dla dzieci pozbawionych wolności do 31 marca 2010 roku działały również dwie inne placówki:
- St. Joseph’s Special School, Ferrybank, Co. Tipperary[13]
- Finglas Child and Adolescent Centre[10]

W czerwcu 2016 roku Oberstown Boys School, Oberstown Girls School oraz Trinity House School zostały przekształcone w Oberstown Children Detention Campus

### Zarząd
Szkoły dla dzieci pozbawionych wolności działają pod nadzorem zarządu (board fo management), złożonego z dwunastu członków i przewodniczącego, powoływanych przez ministra edukacji. Członkowie zarządu powoływani są na okres maksymalnie czteroletni (możliwe jest wielokrotne pełnienie funkcji)

## Zatarcie skazania
Zatarcie skazania wobec osoby, która popełniła czyn zabroniony przed ukończeniem 18. roku życia następuje automatycznie, o ile spełnione zostaną następujące warunki:
- czyn zabroniony został popełniony przed ukończeniem 18. roku życia
- czyn zabroniony nie podlegał postępowaniu przed Central Criminal Court[15]
- od momentu stwierdzenia winy upłynęły co najmniej 3 lata oraz osoba, której dotyczą warunki zatarcia, nie popełniła innego czynu zabronionego w tym okresie.